# Gnathia limicola
Gnathia limicola är en kräftdjursart som beskrevs av Ota, Tanaka och Hiroyuki Hirose 2007. Gnathia limicola ingår i släktet Gnathia och familjen Gnathiidae. Inga underarter finns listade i Catalogue of Life.